# Agrypon pseudargioli
Agrypon pseudargioli är en stekelart som först beskrevs av Howard 1889.  Agrypon pseudargioli ingår i släktet Agrypon och familjen brokparasitsteklar. Inga underarter finns listade i Catalogue of Life.